# North River (Okak Bay)
Der North River (englisch für „Nord-Fluss“) ist ein ca. 90 km langer Zufluss der Labradorsee im Norden von Labrador in der kanadischen Provinz Neufundland und Labrador.

## Flusslauf
Der North River hat seinen Ursprung in einem namenlosen See auf einer Höhe von etwa 480 m. Er fließt anfangs 25 km nach Norden. Anschließend fließt er 35 km nach Osten. Er nimmt den Abfluss des 3,5 km südlich gelegenen Umiakovik Lake auf und wendet sich 12 km in Richtung Nordnordost. Auf den letzten 12 Kilometern strömt der North River nach Osten und mündet schließlich in das Kopfende der Okak Bay, einer 55 km langen schmalen Bucht an deren Ausgang die Okak Islands liegen. Dort befand sich von 1776 bis 1919 die Siedlung Okak, die von der Spanischen Grippe ausgelöscht wurde. Das Einzugsgebiet des North River umfasst ein Areal von 1655 km².
Es ist hauptsächlich Tundralandschaft.

## Flussfauna
Im North River kommt der Wandersaibling vor. Bei Flusskilometer 66 befindet sich ein 7,6 m hoher senkrechter Wasserfall, der Wanderfischen das Erreichen des oberstrom gelegenen Flusssystems unmöglich macht.